# 倉敷市立玉島高等学校
倉敷市立玉島高等学校（くらしきしりつ たましまこうとうがっこう）は、かつて岡山県倉敷市の西部に位置する玉島に所在した市立の高等学校。学校の略称はいちたま（市玉とも表記）。

## 沿革
《主要な出典：》
- 1948年（昭和23年）4月1日 - 玉島町外6か町村学校組合立として、岡山県立玉島高等学校に家庭科、岡山県立玉島商業高等学校に商業科・農業科を併設[4]。
- 1949年（昭和24年）8月31日 - 県立高等学校再編成により、岡山県立玉島高等学校東校舎・西校舎に定時制同学科を置く。
- 1951年（昭和26年）4月1日 - 玉島町外6か町村学校組合立玉島白華高等学校と命名。昼間商業科・農業科の第1学年生徒募集停止。夜間商業科設置。
- 1954年（昭和29年）1月10日 - 組合立玉島高等学校と改称。
- 1955年（昭和30年）4月1日 - 商業科に女子の入学許可。
- 1957年（昭和32年）4月1日 - 家庭科第1学年生徒募集停止。
- 1960年（昭和35年）4月1日 - 岡山県玉島市立玉島商業高等学校と改称。
- 1961年（昭和36年）4月26日 - 岡山県玉島市立玉島商業高等学校生徒雇用主協議会設立。
- 1962年（昭和37年）2月15日 - 校旗・校歌制定。
- 1967年（昭和42年）
  - 2月1日 - 岡山県倉敷市立玉島商業高等学校と改称。学校の所在地：倉敷市玉島阿賀崎424番地の2[5]。
  - 7月1日 - 雇用主協議会を後援会と改称。
- 1970年（昭和45年）
  - 4月1日 - 岡山県倉敷市立玉島高等学校と改称。昼間二部制普通科・夜間商業科設置[6]。
  - 4月10日 - 独立専用校舎となり、旧玉島東中学校跡に移転。学校の所在地：倉敷市玉島614番地の1[7]。
  - 5月17日 - 岡山県倉敷市立玉島高等学校開校記念式挙行。
- 1971年（昭和46年）4月1日 - 開校記念日を5月4日と定める。
- 1975年（昭和50年） - 住居表示の実施により、所在地の表記変更：倉敷市玉島1丁目15番60号[8]。
- 1978年（昭和53年）4月30日 - 創立30周年記念式挙行。
- 1980年（昭和55年）4月1日 - 普通科に男子の入学許可。
- 1988年（昭和63年）10月9日 - 創立40周年記念式挙行。
- 1989年（平成元年）4月1日 - 普通科は1学年から昼間（一部）制を導入。
- 1991年（平成03年）4月1日 - 普通科は全学年昼間（一部）制となる。
- 1992年（平成04年）4月1日 - 普通科に3年修業制を導入。
- 1995年（平成07年）4月1日 - 商業科に単位制（3年修業制）を導入。
- 1996年（平成08年）12月25日 - ワープロ教室竣工。
- 1998年（平成10年）10月9日 - 創立50周年記念式挙行。
- 2008年（平成20年）10月31日 - 創立60周年記念式挙行。
- 2018年（平成30年）10月26日 - 創立70周年記念式挙行[9]。在校生73人が出席[10]。
- 2025年（令和07年）
  - 3月2日 - 閉校記念式典を敢行[11]
  - 3月31日 - 2024年度をもって閉校[12]。

## 設置学科
《出典：》
- 普通科（昼間部）
- 商業科（夜間部）